# 篠原倖太朗
篠原 倖太朗（しのはら こうたろう、2002年9月3日 - ）は、日本の陸上競技選手。千葉県山武市出身。富士通陸上競技部所属。専門種目は長距離走。5000m、ハーフマラソンの日本人学生記録保持者。

## 経歴
山武市立山武中学校、千葉県立富里高等学校、駒澤大学卒業。

### 大学時代

#### 大学1年次
2021年10月10日の第33回出雲駅伝ではルーキーながら1区に抜擢され大学三大駅伝デビューを果たすも、1位と16秒差の8位にとどまる。駒澤大は優勝争いに絡むことができず、5位に終わった。

#### 大学2年次
2022年11月6日の第54回全日本大学駅伝では5区を担当。10秒差で区間賞は逃したが、区間2位の好走で後続との差を広げ3連覇に貢献した。
2023年1月の第99回箱根駅伝では3区を担当。2区・田澤廉から2位で襷を受けると、序盤から青学大・横田俊吾の後ろにつき並走を続ける。篠原は18km手前で仕掛けると横田との差を26秒広げ、1位・中央大と10秒差の2位で襷リレー。駒澤大は19年ぶりに往路優勝を果たすと、復路でも5人全員が安定した走りを見せ2年ぶり8回目の総合優勝（完全優勝）、及び大学駅伝三冠を達成した。
1月22日の全国都道府県駅伝では3区を担当し、区間5位（千葉県は総合4位）。
2月5日に行われた香川丸亀国際ハーフマラソンでは日本人歴代4位のタイムとなる1時間00分11秒を記録し、先輩である山野力の日本人学生記録を29秒更新した。
3月12日に開催された日本学生ハーフマラソン選手権で優勝し、ワールドユニバーシティゲームズ日本代表に内定した。

#### 大学3年次
2023年4月8日の第31回金栗記念選抜陸上では10000mに出場し、日本人学生歴代4位となる27分43秒13のタイムを記録した。
8月6日のワールドユニバーシティゲームズでは個人6位。団体では銅メダルを獲得した。
10月9日の第35回出雲駅伝では1区を担当。残り400mで抜け出すと、2位に8秒差をつけ区間賞を獲得。駒澤大は2区以降もトップを譲らず、2時間07分51秒の大会新記録で2連覇を果たした。
11月5日の第55回全日本大学駅伝では3区を担当。区間2位の好走で2位の青学大・佐藤一世との差を44秒広げた。駒澤大は出雲駅伝に続き、一度もトップを譲らない完全優勝で4連覇を果たした。
2024年1月2日、3日の第100回箱根駅伝では1区を担当し、歴代2位となる記録で区間賞を獲得した。しかし駒澤大は3区で青学大にトップを明け渡すと、その後は一度も差を詰められず総合2位に終わり、2年連続の三冠はならなかった。
箱根駅伝の翌日、新チームの主将となることが発表された。
1月21日の全国都道府県駅伝では3区に出場し、区間4位（千葉県は総合3位）。

#### 大学4年次
2024年9月28日に行われたヨギボーアスレチックチャレンジカップでは5000mに出場。篠原は日本歴代9位となる13分15秒70のタイムで3着に入り、青学大・鶴川正也の持つ日本人学生記録（屋外）を2秒以上更新した。
10月14日の第36回出雲駅伝では最終6区を担当し、4秒差の2位で襷を受ける。篠原はわずか1kmで國學院大・平林清澄に追いつくと、そこから並走状態となる。しかし、4km過ぎで平林が仕掛けたロングスパートに対応できずそのまま大きく引き離され、40秒差の2位で3連覇を逃した。
11月3日の第56回全日本大学駅伝では7区を担当。2分47秒差の5位で襷を受けると、城西大と創価大をかわし3位に浮上。また、前を走る青学大・太田蒼生と國學院大・平林を10秒上回り、史上3人目となる49分台の好記録で区間賞を獲得した。駒澤大は8区で先頭との差を2分以上詰めたが、國學院大に28秒及ばず2位となり史上初の5連覇はならなかった。
2025年1月の第101回箱根駅伝ではエースが集う2区を担当し、区間4位（1時間06分14秒）。歴代8位の好記録であったが、区間新記録ペースで追い上げた東国大・リチャード・エティーリ、青学大・黒田朝日、創価大・吉田響に追い抜かれ、順位を2位から5位へ3つ落とした。最終的に青学大と2分48秒差の総合2位となったが、復路では青学大を28秒上回り新記録（5時間20分50秒）での復路優勝を果たした。
2月2日に行われた第77回香川丸亀国際ハーフマラソンでは59分30秒を記録し、日本記録・日本学生記録・大学記録を更新。しかし、同大会で太田智樹が59分27秒で走ったことで日本歴代2位の記録となった
。
大学卒業後は富士通で競技を続けるが、4月以降も駒澤大学を拠点に大八木の指導を継続して受けることとなる。

## 人物
青山学院大学に在籍する陸上競技選手の若林宏樹とは生年月日が同じである。2025年2月2日、篠原はハーフマラソンで、若林はマラソンでそれぞれ日本人学生記録を更新した。

## 戦績・記録

### 大学三大駅伝戦績
| 学年               | 出雲駅伝                    | 全日本大学駅伝              | 箱根駅伝                          |
| ------------------ | --------------------------- | --------------------------- | --------------------------------- |
| 1年生 （2021年度） | 第33回 1区-区間8位 23分57秒 | 第53回 ― - ― 出場なし       | 第98回 ― - ― 出場なし             |
| 2年生 （2022年度） | 第34回 ― - ― 出場なし       | 第54回 5区-区間2位 36分00秒 | 第99回 3区-区間2位 1時間01分58秒  |
| 3年生 （2023年度） | 第35回 1区-区間賞 22分45秒  | 第55回 3区-区間2位 33分39秒 | 第100回 1区-区間賞 1時間01分02秒  |
| 4年生 （2024年度） | 第36回 6区-区間3位 29分39秒 | 第56回 7区-区間賞 49分57秒  | 第101回 2区-区間4位 1時間06分14秒 |

## 自己ベスト
- 5000m - 13分15秒70（2024年9月28日：Yogibo Athletics Challenge Cup 2024）
- 10000m - 27分35秒05（2024年5月3日：第108回日本陸上競技選手権大会）
- ハーフマラソン - 59分30秒（2025年2月2日：第77回香川丸亀国際ハーフマラソン）